# Дингельштедт
Ди́нгельштедт (нем. Dingelstädt) — город в Германии, в земле Тюрингия.
Входит в состав района Айхсфельд. Подчиняется управлению Дингельштедт. Население составляет 4665 человек (на 31 декабря 2010 года). Занимает площадь 20,40 км². Официальный код — 16 0 61 025.